# 11459 Andráspál
A 11459 Andráspál (ideiglenes jelöléssel (11459) 1981 ET13) a Naprendszer kisbolygóövében található aszteroida. Schelte J. Bus fedezte fel 1981. március 1-jén.

## Kapcsolódó szócikk
- Kisbolygók listája (11001–11500)